# Tinodes adjunctus
Tinodes adjunctus är en nattsländeart som beskrevs av Banks 1937. Tinodes adjunctus ingår i släktet Tinodes och familjen tunnelnattsländor. Inga underarter finns listade i Catalogue of Life.